# PIKO Spielwaren GmbH
PIKO Spielwaren GmbH (ПИКО Шпильварен) — немецкая фирма-производитель игрушек, получившая известность как производитель моделей и аксессуаров для железнодорожного моделизма.

## История

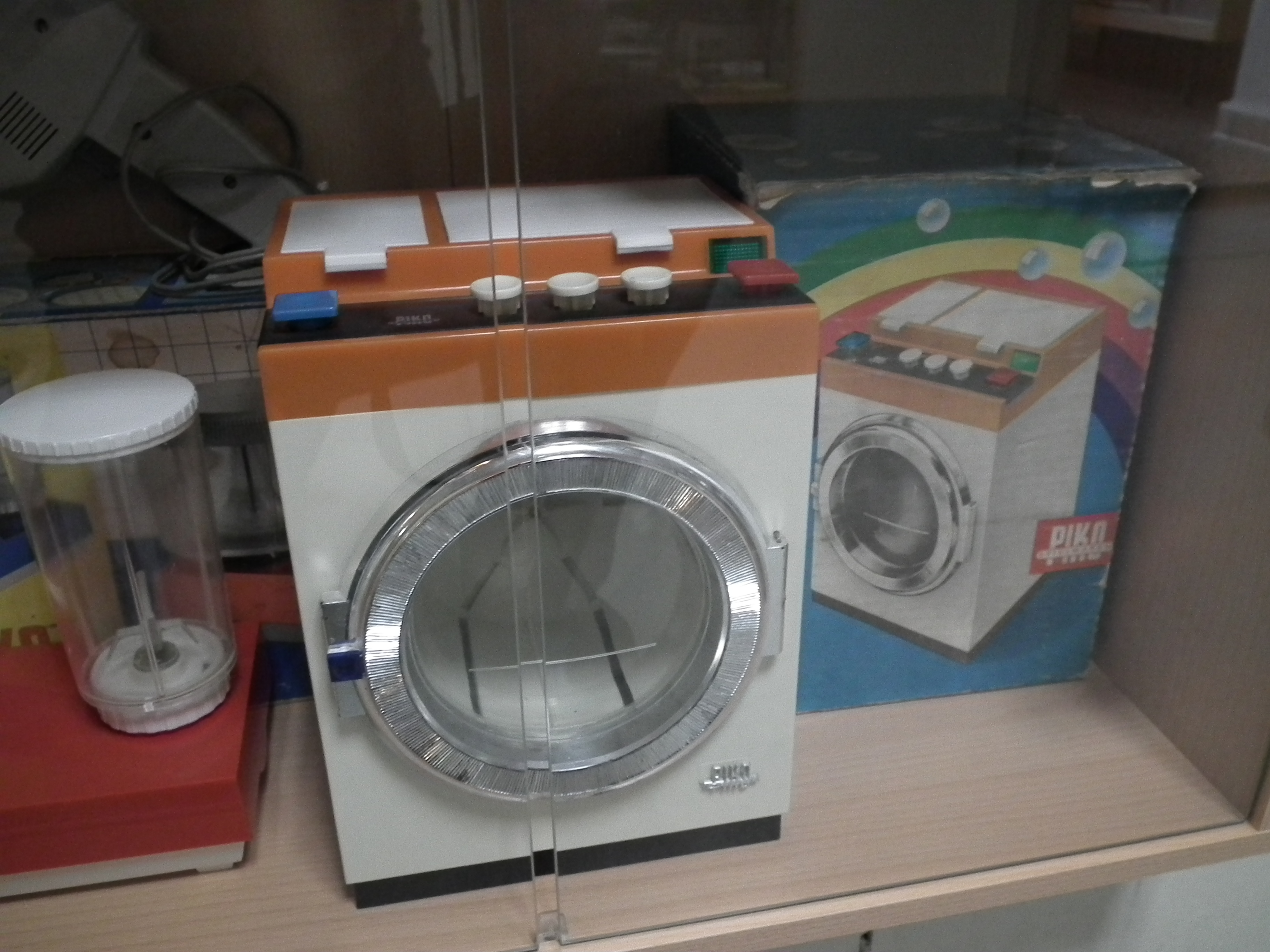
Миниатюрная стиральная машина PIKO действительно могла стирать.

Компания PIKO (сокращение от нем. Pionier Konstruktor — «пионер-конструктор»), основанная в 1949 году в Хемнице, в 1960-1980-е годы была основным поставщиком товаров железнодорожного моделизма благодаря государственной монополии в ГДР и экономическим связям со странами СЭВ, включая СССР. Кроме железнодорожных моделей, PIKO выпускала и другие технические игрушки, например, действующие миниатюрные бытовые приборы: швейные и стиральные машины, миксеры и др.
В 1992 году компания была приватизирована и переименована в PIKO Spielwaren GmbH.
PIKO выпускает модели в типоразмерах H0, ТТ и G; в 1960-1980-е годы компания также производила модели в типоразмере N. После объединения Германии PIKO успешно конкурирует с такими крупными фирмами, как Märklin, Roco и Fleischmann. PIKO располагается в городе Зоннеберг.